# UK Rock Chart
UK Rock Chart — британский хит-парад лучших музыкальных альбомов и синглов в стиле рок, состоящий из 40 позиций. Составлением хит-парада на основе данных о продажах музыкальных релизов занимается компания The Official Charts Company.
Рок-чарт публикуется на сайте OCC и регулярно появляется на сайте BBC Radio 1 с октября 2001 года и в рассылке ChartsPlus.
В отличие от своего американского аналога, Hot Modern Rock Tracks, UK Rock Chart не учитывает ротацию музыкальных композиций на радио.